# گمینا وونگوو
گمینا وونگوو (به لهستانی:  Gmina Łoniów) یک گمینا در لهستان است که در شهرستان ساندومیژ واقع شده‌است. گمینا وونگوو ۸۶٫۹۹ کیلومتر مربع مساحت و ۷٬۵۴۲ نفر جمعیت دارد.